# Наяпала
Наяпала — імператор Пала, який правив у Бенгалії та Біхарі.

## Життєпис
Наяпала був сином Махіпали I, який переміг царя Калачурі Карну після тривалої боротьби. За два роки було підписано мирну угоду за посередництва буддійського вченого Атіси.